# Tchap
Tchap est une application française de messagerie instantanée chiffrée de bout en bout, destinée prioritairement aux agents publics pour leurs communications professionnelles. Opéré par l’État via la Direction interministérielle du Numérique (DINUM), elle garantit la confidentialité des échanges. L’application fonctionne sur ordinateurs, tablettes et smartphones. Son usage est validé par l’Agence nationale de la sécurité des systèmes d’information. L'application est hébergée dans le cloud du ministère de l’Intérieur. En août 2025, elle serait utilisée par environ 300 000 agents.

## Historique
L'objectif de Tchap est de remplacer des applications de messagerie grand public, très utilisées jusqu'au sommet de l'État, notamment Telegram ou encore WhatsApp, qui sont jugées peu sûres, et dont les développeurs et les serveurs ne relèvent pas de la souveraineté française,.
Le développement de Tchap est annoncé le 13 avril 2018 sur France Inter par Mounir Mahjoubi, alors secrétaire d'État au Numérique. Son nom est choisi en hommage à Claude Chappe, inventeur du sémaphore.
La première version de l'application est rendue publique le 17 avril 2019 sur Google Play et sur l'App Store.
L'application et le protocole de Tchap n'ont pas été entièrement développés par la DINSIC : il s'agit d'un fork d'un logiciel libre existant du nom de Element, qui permet des communications chiffrées en s'appuyant sur le protocole Matrix mais sans le support des appels audio ni vidéo, et sans ouverture à la fédération.
L'entreprise Thales a déjà développé une solution logicielle reposant sur les mêmes bases, appelée Citadel. Henri Verdier, alors directeur de la DINSIC, a affirmé en avril 2018 qu'il existe « un accord de coopération et d'interopérabilité avec Thales » et qu'il « serait dommage de se tirer dans les pattes alors qu'on part de la même souche ». D'autres agences étatiques, comme l'ANSSI, contribuent également au projet. La tentative de rapprochement entre la DINSIC et Thales pour unifier Tchap et Citadel Team a échoué.
Tchap est intégrée dans la plateforme collaborative Resana, proposée par la DINUM à tous les agents de l'État et qui regroupe des outils d'édition de documents en ligne, de gestion des tâches,.
Le 25 juillet, François Bayrou publie une circulaire exigeant des agents publics qu’ils adoptent Tchap dès le 1er septembre 2025. Le déploiement commencera par les cabinets ministériels et les administrations centrales.